# Hampsona
Hampsona este un gen de molii din familia Lymantriinae.